# فيليبي مونيوث
فيليبي مونيوث (بالإسبانية: Felipe Muñoz) هو سباح وسياسي مكسيكي، ولد في 3 فبراير 1951 في مدينة مكسيكو في المكسيك. حزبياً، نشط في الحزب الثوري المؤسساتي. وقد انتخب عضو مجلس النواب المكسيك.

## روابط خارجية
- فيليبي مونيوث على موقع الاتحاد الدولي للسباحة (الإنجليزية)
- فيليبي مونيوث على موقع قاعة مشاهير السباحة العالمية (الإنجليزية)
- فيليبي مونيوث على موقع أوليمبيديا (الإنجليزية)